# Aggerverband

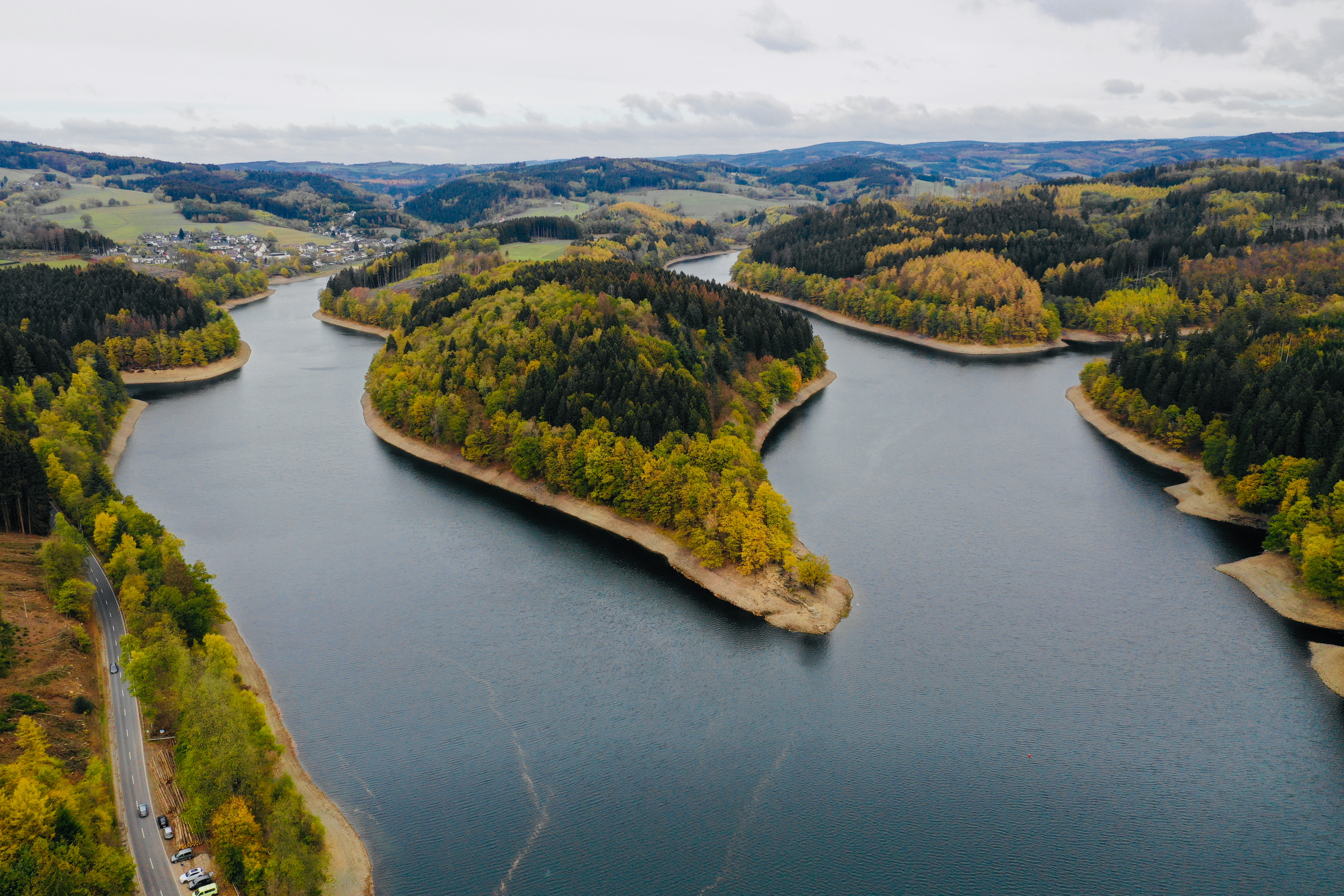
Luftaufnahme der Aggertalsperre

Der Aggerverband ist eine Körperschaft des öffentlichen Rechts und einer der neun sondergesetzlichen Wasserwirtschaftsverbände in Nordrhein-Westfalen. Er ist zuständig für die Wasserwirtschaft im Einzugsgebiet der Agger und hat seinen Sitz in Gummersbach. Zur gemeinschaftlichen Interessenvertretung hat sich der Verband der Arbeitsgemeinschaft der Wasserwirtschaftsverbände in Nordrhein-Westfalen angeschlossen.

## Aufgaben
Der Aggerverband ist zuständig für die Abwasserreinigung im Einzugsgebiet der Agger und betreibt zu diesem Zweck 31 Kläranlagen. Des Weiteren ist er zuständig für den Hochwasserschutz und die Niedrigwasseraufhöhung. Zentrale Anlage dazu ist die Aggertalsperre, die auch der Brauchwasserversorgung dient und viele Möglichkeiten zur Freizeitgestaltung bietet. Daneben betreibt der Aggerverband mit der Genkeltalsperre und der Wiehltalsperre zwei Trinkwassertalsperren mit  Wasserwerken in Auchel und Erlenhagen. Hier erfolgt die Trinkwasseraufbereitung von 25 Mio. Kubikmeter pro Jahr für ca. 500.000 Einwohner über 20 Versorgungsunternehmen.
Im Bereich Fließgewässer werden rund 3000 Flusskilometer unterhalten und gepflegt.
Als Dienstleister für die Kommunen übernimmt der Aggerverband die Kanal- und Sinkkastenreinigung mit modernen Fahrzeugen und kann nahezu sämtliche Arbeiten selbständig durchführen, die gesetzlichen Bestimmungen unterliegen.
Die Aufgaben im Verbandsgebiet des Aggerverbands sind im Gesetz über den Aggerverband (Aggerverbandsgesetz – AggerVG) vom 15. Dezember 1992 geregelt:
- Regelung des Wasserabflusses einschließlich Ausgleich der Wasserführung und Sicherung des Hochwasserabflusses der oberirdischen Gewässer oder Gewässerabschnitte und in deren Einzugsgebieten;
- Unterhaltung oberirdischer Gewässer oder Gewässerabschnitte und der mit ihnen in funktionellem Zusammenhang stehenden Anlagen;
- Rückführung ausgebauter oberirdischer Gewässer in einen naturnahen Zustand;
- Vermeidung, Minderung, Beseitigung und Ausgleich wasserwirtschaftlicher und damit in Zusammenhang stehender ökologischer, durch Einwirkungen auf den Grundwasserstand hervorgerufener oder zu erwartender nachteiliger Veränderungen;
- Beschaffung und Bereitstellung von Wasser zur Trink- und Betriebswasserversorgung sowie zur Ausnutzung der Wasserkraft;
- Abwasserbeseitigung nach Maßgabe des Landeswassergesetzes;
- Entsorgung der bei der Durchführung der Verbandsaufgaben anfallenden Abfälle;
- Vermeidung, Minderung, Beseitigung und Ausgleich eingetretener oder zu erwartender, auf Abwassereinleitungen oder sonstige Ursachen zurückzuführender nachteiliger Veränderungen des oberirdischen Wassers;
- Ermittlung der wasserwirtschaftlichen Verhältnisse, soweit es die Verbandsaufgaben erfordern.